# Bob Riley
Robert J. Riley, detto Bob (Columbus, 6 luglio 1948), è un ex cestista statunitense naturalizzato francese, professionista nella NBA e in Francia.

## Carriera
Venne selezionato dagli Atlanta Hawks al quinto giro del Draft NBA 1970 (82ª scelta assoluta).